# Phallichthys amates
Phallichthys amates (Miller, 1907) è un pesce d'acqua dolce appartenente alla famiglia Poeciliidae, sottofamiglia Poeciliinae.

## Descrizione
Questa specie presenta un corpo allungato, piuttosto alto, compresso ai fianchi. Il dorso è convesso, il ventre pronunciato. La pinna caudale è a delta. Il dimorfismo sessuale è evidente: i maschi presentano un lungo organo riproduttore tubolare, il gonopodio, al quale si deve il nome scientifico del genere, mentre le femmine hanno una grande pinna anale trapezoidale. 

Raggiunge una lunghezza massima di 7 cm.

## Alimentazione
Si nutre di insetti acquatici, diatomee e alghe filamentose.

## Riproduzione
Come tutti i Peciliidi è viviparo: la femmina partorisce da 10 a 80 avannotti dopo 28 giorni di gestazione.

## Acquariofilia
Questa specie è allevata in acquario.

## Distribuzione e habitat
P. amates è originaria dell'America centrale: abita le acque dolci di Guatemala, Panama e Costa Rica.